# Bitka kod Kaponje
Bitka kod Kaponje je bila bitka koja se je odvila 4. ožujka odnosno 5. ožujka 1849. godine. Zbila se je kod čarde Kaponje koja se nalazi u Donjem Tavankutu, prema Bajmaku.

## Okolnosti
Sjeverna Bačka, a u njoj grad Subotica bile su u ugarskom dijelu Habsburške Monarhije. Subotica je bila najveći grad u Ugarskoj koji je imao najveći udio ne-Mađara, zbog čega su ju stalno pod primotrom držali mađarski revolucinari.

## Tijek
Sukobile su se snage pristaša mađarske revolucije koje su činili Mađari protiv južnougarskim Srbima. Srbi su obližnju Suboticu proglasili dijelom svoje Srpske Vojvodine, no nisu uspjeli uspostaviti kontrolu nad ovim krajem.

## Sudionici
Često se krivo piše da su se Srbi borili na strani bečkog dvora. Nešto prije Jelačićeva pohoda na Mađarsku, u Požun je stiglo izaslanstvo ugarskih Srba pristaša mađarske revolucije. Zahtijevali su da im se priznaju nacionalna kolektivna prava te stvaranje autonomne oblasti Srpske Vojvodine. Zbio se izgred. Lajos Kossuth osorno odbio ovaj zahtjev, odgovorivši Đorđu Stratimiroviću Nek među nama (Mađarima i Srbima) odluči sablja!, ponijevši se osorno kao i prema Hrvatima kojima je poručio "da Hrvatsku ne vidi na zemljovidu".
Bunjevački Hrvati su se borili na mađarskoj strani, za razliku od svojih sunarodnjaka u Hrvatskoj. Iz raznih su razloga bunjevački Hrvati (uznapredovala mađarizacija inteligencije, vjerska bliskost, ideje "slobode i jednakosti" i dr.) u Bačkoj stali uz mađarsku revoluciju, a protiv Srbima, i time i ostalim Hrvatima, unatoč stavu uglednika hrvatske zajednice u Bačkoj, što je rezultiralo u velikom krvoproliću u ovoj bitci.
Subotičani su u događajima 1848. i 1849. sudjelovali uglavnom kao carski vojnici.

## Ishod
Pobijedile su ugarske snage. Vojvođanski su Srbi ipak polučili neki uspjeh iz ove bitke, jer je nešto poslije stvoreno Srpsko vojvodstvo i Tamiški banat, nakon poraza mađarske revolucije.

## Spomenici
Poslije revolucije stalno su mađarizatori tražili izliku da bi postavili spomenik mađarskog predznaka.
Proljeća 1899. podignut je spomenik ovoj bitci u Subotici. To je bio obelisk građen od sivog mramora, visine 10 metara. Na vrhu je bila raširenih krila stajala 1,5 metara visoka ptica turul raspona krila 1,7 metara, ptica iz mađarske mitologije o doseljavanju u Panonsku nizinu. Nalazio se je u malom parku koji je projektirao Gyula Váli, ispred Pučke kasine (današnja zgrada Gradske knjižnice u Subotici). 
Vlasti Kraljevine SHS uklonile su ga već prvih godina pticu turula, a 1926. – 27. i obelisk (gradonačelnikovanje Dragoslava Đorđevića, prvog Srbina na čelu Subotice), čime je dominantni položaj dobio spomenik caru Ivanu Nenadu kojeg su Srbi smatrali srpskim carem.
Novi je spomenik podignut 1999., desetak kilometara od Subotice prema Somboru, iznad doline rječice Dolca.

## Vanjske poveznice
- Subotica.info[neaktivna poveznica] Stari spomenik
- Ravnoplov M.S.: Dan kada su Somborci pucali jedni na druge